# Scaphiella ula
Scaphiella ula är en spindelart som beskrevs av Theodore W. Suman 1965. Scaphiella ula ingår i släktet Scaphiella och familjen dansspindlar. Inga underarter finns listade i Catalogue of Life.